# Gira de Verano 1976
La Gira de Verano 1976 fue una mini-gira de conciertos realizada por la banda de Rock inglesa Queen. 
La gira era muy parecida en cuanto a la lista de canciones al A Night At The Opera Tour, solo que durante esta gira se presentaron algunos temas que incluirían su nuevo disco.
Queen se presentó durante esta gira en el Hyde Park de Londres ante aproximadamente 150 mil personas debido a que era un concierto gratuito, aunque hay gente que piensa que el número de asistentes llegaba a 200 mil. Durante este concierto, Queen contaba con 60 minutos para realizar y, al verse llegando a los 80 minutos, la banda se vio obligada a terminar el concierto dejando algunas canciones fuera.

## Personal
- Freddie Mercury: (Voz, piano, pandereta),
- Brian May: (Guitarra eléctrica, coros, guitarra acústica, ukelele-banjo),
- Roger Taylor: (Batería, coros, pandereta),
- John Deacon: (Bajo, triángulo, coros)

## Lista de canciones
Las canciones marcadas con (*) son aquellas que no pudieron ser interpretadas en Hyde Park.
- 01. Bohemian Rhapsody (intro)
- 02. Ogre Battle
- 03. Sweet Lady
- 04. White Queen (As It Began)
- 05. Flick of the Wrist
- 06. You're My Best Friend
- 07. Bohemian Rhapsody
- 08. Killer Queen
- 09. The March of the Black Queen
- 10. Bohemian Rhapsody (reprise)
- 11. Bring Back That Leroy Brown
- 12. Brighton Rock
- 13. Son And Daughter (reprise)
- 14. '39
- 15. You Take My Breath Away
- 16. The Prophet's Song
- 17. Stone Cold Crazy
- 18. Doing All Right (*)
- 19. Lazing On A Sunday Afternoon (*)
- 20. Tie Your Mother Down (*)
- 21. Keep Yourself Alive
- 22. Liar
- 23. In the Lap of the Gods... Revisited
- 24. Now I'm Here (*)
- 25. Big Spender (*)
- 26. Jailhouse Rock (*)
- 27. God Save the Queen (*)

## Lista de Conciertos
| Fecha                       | Ciudad    | País       | Lugar             |
| --------------------------- | --------- | ---------- | ----------------- |
|                             |           |            |                   |
| 1 y 2 de septiembre de 1976 | Edimburgo | Escocia    | Playhouse Theatre |
| 10 de septiembre de 1976    | Cardiff   | Gales      | Castle Cardiff    |
| 18 de septiembre de 1976    | Londres   | Inglaterra | Hyde Park         |